# لوکا میلیوویویچ
لوکا میلیوویویچ (صربی: Luka Milivojević) یک بازیکن فوتبال اهل صربستان است که در پست هافبک در تیم شباب الاهلی بازی می‌کند.